# Dersa
La salsa dersa es una mezcla de especias y salsa picante ampliamente utilizada en la gastronomía de Argelia para sazonar carnes, pescado o vegetales, o para preparar tajines, chtitha, de kebab , ensaladas y también se puede usar para preparar encurtidos.

## Preparación
El dersa se hace a base de ajo, pimentón (pimienta roja de cayena), sal, pimienta negra molida, comino, chile rojo (fresco o seco) y aceite de oliva. En algunas áreas, es común agregar ras el hanut. Tradicionalmente, se usa un mehraz de madera para triturar esta mezcla y hacerla puré.